# 克洛斯
克洛斯，是阿爾巴尼亞东北部第巴爾州的一个市镇，2015年地方政府改革时成立，由原四个市镇合并而成，原四个市镇则成为新市镇的行政分区。行政中心为克洛斯镇。市镇面积为357.72平方公里，人口数量为16,618人（2011年），原克洛斯市镇的人口数量则为7,873人。克洛斯距离地拉那28.5公里，距离布雷尔14公里。